# Fácil (sèrie de televisió)

Imatge promocional de les quatre protagonistes del film.

Fácil és una sèrie de televisió espanyola de comèdia creada per Anna R. Costa per a Movistar Plus+, basada en la novel·la Lectura fácil de Cristina Morales. És protagonitzada per Natalia de Molina, Anna Castillo, Anna Marchessi i Coria Castillo. S'estrenarà en la plataforma l'1 de desembre de 2022.

## Trama
Quatre dones de Barcelona amb diversitat funcional – Marga (Natalia de Molina), Nati (Anna Castillo), Patri (Anna Marchessi) i Àngels (Coria Castillo) – busquen la seva pròpia independència amb l'objectiu de mantenir-se vivint juntes en un pis, i descobreixen que per a això hauran de trencar una norma social rera d'una altra.

## Repartiment

### Repartiment principal
- Natalia de Molina com Margarita "Marga" Baena Lomas
- Anna Castillo com Natividad "Nati" García Lomas
- Anna Marchessi com Patricia "Patri" García Lomas
- Coria Castillo com Ángeles “Àngels” Guirao Lomas

### Repartiment recurrent
- Bruna Cusí com Laia Buedo Sánchez
- Martí Cordero com Kevin
- Eloi Costa com Enric
- Francesca Piñón com Tía Montserrat Guirao Fernández
- Clara Segura com Anna
- Àgata Roca com Gemma
- Albert Pla com Ventura
- David Bagés com Julio

## Episodis
| Núm. | Títol                             | Direcció                  | Guió                          | Data d'emissió original |
| ---- | --------------------------------- | ------------------------- | ----------------------------- | ----------------------- |
| 1    | «Está clarísimo»                  | Anna R. Costa y Laura Jou | Anna R. Costa y Cristina Pons | 1 de desembre de 2022   |
| 2    | «No es basura todo lo que parece» | Anna R. Costa y Laura Jou | Anna R. Costa y Cristina Pons | 1 de desembre de 2022   |
| 3    | «¿Yo antes era normal?»           | Anna R. Costa y Laura Jou | Anna R. Costa y Cristina Pons | 1 de desembre de 2022   |
| 4    | «Está prohibido»                  | Anna R. Costa y Laura Jou | Anna R. Costa y Cristina Pons | 1 de desembre de 2022   |
| 5    | «Yo mando que no hay normas»      | Anna R. Costa y Laura Jou | Anna R. Costa y Cristina Pons | 1 de desembre de 2022   |

## Producció
El 30 de maig de 2022, Movistar Plus+ va anunciar la producció d'una adaptació a televisió de la novel·la Lectura fácil de Cristina Morales, titulada simplement Fácil, amb Anna R. Costa (qui també la coescribió al costat de Cristina Pons i va codirigir al costat de Laura Jou) com a creadora i Natalia de Molina, Anna Castillo, Anna Marchessi i Coria Castillo com a protagonistes. El rodatge va tenir lloc a la fi de 2021 a Barcelona.

## Llançament i màrqueting
El 15 de setembre de 2022, el teaser de Fàcil va ser llançat, i en ell es va anunciar la seva estrena per a l'1 de desembre de 2022.

## Recepció

### Opinió de l'autora
El 26 de juliol de 2022, mesos abans de l'estrena de la sèrie, Morales va publicar en la revista Rockdelux, sota el pesudònim Crispina Modales, una signatura convidada titulada "Si te gustó el libro, te encantará la serie", en la qual va criticar durament la sèrie amb acusacions d'emblanquiment, al·legant que "el més que es diu és que les regentes del món de la discapacitat són unes paternalistes fatxendes de Pedralbes" i lamentant que "no es critica a l'establishment contemporani de la discapacitat i la salut mental perquè es pretén arribar al gran públic democràtic […] i […] ", arribant fins a sobrenomenar a la sèrie com a Nazi. Durant la presentació de la sèrie al Festival Internacional de Cinema de Sant Sebastià 2022, Costa va defensar la sèrie, al·legant que, encara que Morales tenia "la llibertat de poder expressar el que pensi", podia haver parlat amb ella sobre la sèrie si volia, incidint que "de l'única cosa que podia opinar era del que havia cobrat", a més de dir que volia fer una cosa "radicalment oposada" a com els personatges de la institució eren retratats en la novel·la original, que des de la seva primera reunió li va dir a Morales que "això no anava a ser així", i que tenien clar que Fácil no podia ser "només una cosa social de denúncia" pel risc de posar-la en "un lloc inamovible".